# انشت-هوگو یارگورد
اَنشت-هوگو یارگورد (سوئدی: Ernst-Hugo Järegård؛ ‏ ۱۲ دسامبر ۱۹۲۸ – ۶ سپتامبر ۱۹۹۸) بازیگر اهل سوئد بود. وی بین سال‌های ۱۹۶۲ تا ۱۹۹۸ میلادی فعالیت می‌کرد.
از فیلم‌ها یا برنامه‌های تلویزیونی که وی در آن نقش داشته‌است می‌توان به اروپا، بهترین نیات، قلمرو، پیتر بی‌دم در آمریکا و قلاب‌سنگ اشاره کرد.